# Кассакко
Кассакко (итал. Cassacco) — коммуна в Италии, располагается в регионе Фриули-Венеция-Джулия, в провинции Удине.
Население составляет 2913 человек (2008 г.), плотность населения составляет 259 чел./км². Занимает площадь 12 км². Почтовый индекс — 33010. Телефонный код — 0432.
Покровителем коммуны почитается святой Иоанн Креститель, празднование 24 июня.

## Демография
Динамика населения:

## Администрация коммуны
- Официальный сайт: http://www.comune.cassacco.ud.it Архивная копия от 22 января 2021 на Wayback Machine